# والت ريد
والت ريد (بالإنجليزية: Walt Reed)‏ هو مؤرخ الفن ومؤرخ أمريكي، ولد في 1917، وتوفي في 2005.